# Selenops petenajtoy
Espèce
Selenops petenajtoy est une espèce d'araignées aranéomorphes de la famille des Selenopidae.

## Distribution
Cette espèce est endémique du Petén au Guatemala,.

## Description
Le mâle holotype mesure 6,80 mm.

## Publication originale
- Crews, 2011 : A revision of the spider genus Selenops Latreille, 1819 (Arachnida, Araneae, Selenopidae) in North America, Central America and the Caribbean. ZooKeys, no 105, p. 1-182 (texte intégral).